# 4-Chlorphenylhydrazin
4-Chlorphenylhydrazin oder p-Chlorphenylhydrazin ist eine chemische Verbindung aus der Gruppe der Aromaten.

## Gewinnung und Darstellung
4-Chlorphenylhydrazin kann durch Diazotierung von 4-Chloranilin und anschließende Reduktion gewonnen werden. Zum ersten Mal synthetisiert wurde es im Jahr 1884 durch den Doktoranden Gerhard Elsinghorst. Dies wurde 1890 von Conrad Willgerodt aufgegriffen. Zur Reduktion kann beispielsweise Zink in saurer Lösung verwendet werden.